# Elvira de Hidalgo
Répertoire
- Le barbier de Séville, *Rigoletto,
- La sonnambula,
- Don Pasquale,
- Roméo et Juliette,
- Dinorah,
- L'elisir d'amore,
- Don Giovanni,
- Mireille.

Elvira de Hidalgo (28 décembre 1891-21 janvier 1980) est une soprano colorature espagnole qui s'est consacrée aussi à l'enseignement. Son élève la plus célèbre est Maria Callas.

## Biographie
Elvira de Hidalgo, de son nom patronymique Elvira Juana Rodríguez Roglán, est née le 28 décembre 1891 à  Valderrobres, province de Teruel, Espagne de Pedro Rodríguez Hidalgo et de Miguela Roglán Bel. Elle est élève de Melchiorre Vidal qui a aussi enseigné à Maria Barrientos, Graziella Pareto, Julián Gayarre, Fernando Valero, Francesco Vignas, et Rosina Storchio.
Elvira de Hidalgo décède le 21 janvier 1980 à Milan. Elle est âgée de 88 ans.

## Carrière

### La cantatrice
Elvira de Hidalgo fait ses débuts au Teatro di San Carlo de Naples à l'âge de seize ans dans Rosine du Barbier de Séville qui deviendra par la suite son rôle fétiche.
Elle est rapidement engagée à Paris peu de temps après. Elle y donne la réplique à Don Basilio campé par Feodor Chaliapine. Elle se produit ensuite à Monte Carle, Prague et Le Caire.
Ses débuts au Metropolitan Opera de New York remontent à 1910 avec le rôle de Rosina. La même saison, elle chante dans cette salle,  Rigoletto (avec Enrico Caruso) et La sonnambula (avec Alessandro Bonci). Elle reviendra au Met en 1924-1925 pour Le Barbier de Seville (sous la direction d'Armando Agnini), Rigoletto (dirigé par Tullio Serafin), et Lucia di Lammermoor (avec Beniamino Gigli).
Dans la foulée de ses débuts new yorkais, elle chante Linda di Chamounix et Don Giovanni (rôle de Zerlina face à Mattia Battistini) à Florence. Elle interprète également Rosina à Rome.
En 1916, Elvira de Hidalgo fait ses débuts à la Scala de Milan dans le rôle de Rosina. Elle y reviendra en 1921. L'année suivante, elle parait au Teatro Colón de Buenos Aires dans Rigoletto, La Traviata, et Le Barbier de Seville.  En 1924, elle interprète Rigoletto à Covent Garden avec la Compagnie de l'Opéra national britannique (en). Toujours en 1924, elle chante Lakmé de Léo Delibes et Il barbiere à Chicago. En 1926-1927, elle se produit à nouveau aux côtés de Chaliapine dans le cadre de l'Universal Artists Incorporation Company appartenant à ce dernier. Ils interprètent Il barbiere au cours d'une tournée aux États-Unis et au Canada.

### L'enseignante
Elvira de Hidalgo commence à enseigner le chant en 1933 et occupe par la suite un poste au Conservatoire d'Athènes où Maria Callas, alors jeune soprano, suit ses cours. En  1957, Callas écrit au sujet de cette femme qui a tenu un « rôle essentiel » dans sa formation artistique: 

« C'est de cette illustre artiste espagnole que le public et les anciens abonnés de la Scala se souviendront pour son inoubliable et extraordinaire Rosina ainsi que pour l'interprétation d'autres rôles importants. C'est à cette illustre artiste, je le répète, avec une affection émue, dévouée et reconnaissante, que je dois ma préparation et ma formation artistique d'actrice et de musicienne. Cette femme, qui, en plus de son précieux enseignement, m'a également ouvert son cœur... »

.

## Enregistrements
Elvira de Hidalgo enregistre pour Columbia des arias de Il barbiere, La sonnambula, et I puritani immortalisées au disque en 1907 et 1908. En 1909-1910, elle enregistre pour Fonotipia des extraits de Il barbiere, Don Pasquale, La sonnambula, Roméo et Juliette, Dinorah, L'elisir d'amore, Don Giovanni, et Mireille.

Elle semble être revenue aux studios Columbia en 1925 pour enregistrer la « scène de la folie » de Dinorah.